# Ivnica
Ivnica je naseljeno mjesto u općini Kakanj, Federacija Bosne i Hercegovine, BiH.

## Stanovništvo

### 1991.
Nacionalni sastav stanovništva 1991. godine, bio je sljedeći:
ukupno: 257
- Muslimani - 246
- Srbi - 10
- ostali, neopredijeljeni i nepoznato - 1

### 2013.
Nacionalni sastav stanovništva 2013. godine, bio je sljedeći:
ukupno: 241
- Bošnjaci - 337
- Srbi - 3
- ostali, neopredijeljeni i nepoznato - 1